# 拉皮丹 (明尼蘇達州)
拉皮丹（英語：Rapidan）是位於美國明尼蘇達州布盧厄斯縣拉皮丹鎮區的一個非建制地區。

## 地理
拉皮丹所處的海拔為高於海平面301米（即988英呎），而該地所採用的時區為UTC-6，即北美中部時區（CST）。同時該地設有夏令時間，為UTC-6調快一小時，即UTC-5（CDT）。